# Gaig becgròs africà
El gaig becgròs africà (Eurystomus glaucurus) és una espècie d'ocell de la família dels coràcids (Coraciidae) que habita sabanes i boscos de la major part d'Àfrica Subsahariana i Madagascar.